# NGC 4575
NGC 4575 este o galaxie spirală situată în constelația Centaurul. A fost descoperită în 8 iunie 1834 de către John Herschel. Se află la o distanță de 28,84 de megaparseci de Pământ.